# 舞鶴海軍工廠

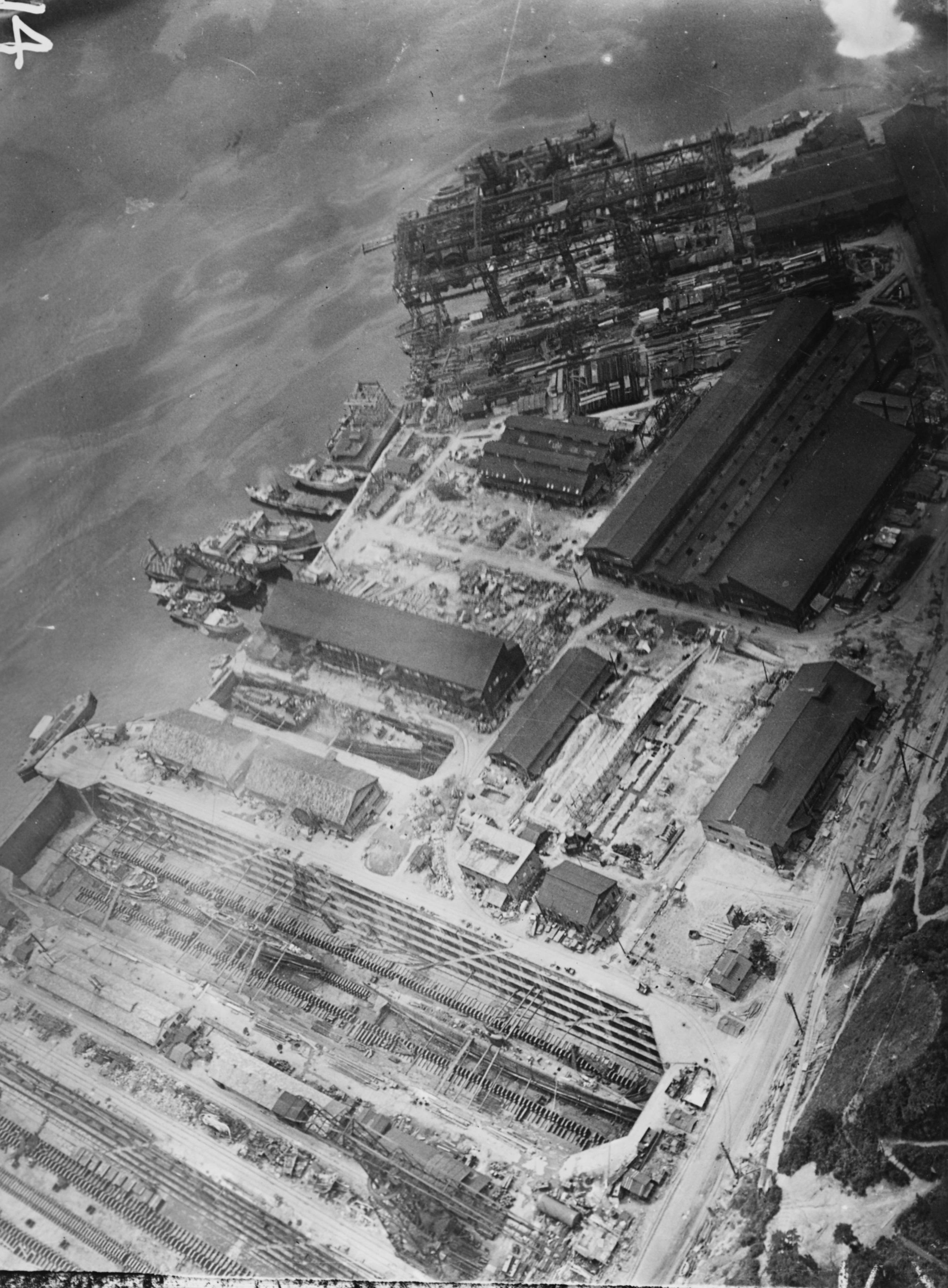
舞鶴海軍工廠（1945年）

舞鶴海軍工廠（まいづるかいぐんこうしょう）は、京都府舞鶴市にあった日本の海軍工廠。駆逐艦建造の多くを手がけた。現在はジャパン マリンユナイテッド舞鶴事業所となっている。

## 概要

### 戦前
全国の良港を実地調査した日本海軍は、1889年（明治22年）に全国で4番目の鎮守府として日本海側の舞鶴を選択し、軍港として整備を決定した。舞鶴の鎮守府設置は遅れ、実際の設置は1901年（明治34年）10月だった。鎮守府設置と前後して置かれた「造船廠」は当初、艦艇整備ができる程度の設備だったが、1903年（明治36年）11月に舞鶴海軍工廠に組織を改編して設備を充実し、のちに駆逐艦建造の中心を担った。1923年（大正12年）4月にワシントン軍縮条約の影響で一時工作部に格下げとなるが、駆逐艦建造の主導的立場は変わらず、1936年（昭和11年）7月に工廠へ復帰して戦争終盤まで駆逐艦を建造した。
舞鶴で各型の1番艦を建造して技術を蓄積し、2番艦以降を各地の造船所で建造する例が多かった。吹雪型、陽炎型、夕雲型、島風（2代目）、秋月型、松型のそれぞれ1番艦がここで建造される。駆逐艦は新開発された機関(エンジン）が試験的に導入されることが多く、この分野も主導した。
1944年（昭和19年）5月に鋼材不足を補うため、同海軍工廠の技術中佐林邦雄がコンクリート船「武智丸」を設計し、兵庫県高砂市の造船所で建造した。この船は昭和19年から昭和20年にかけて使用された後、昭和22年から広島県呉市安浦漁港で防波堤に転用されている。

### 戦後
終戦後、飯野産業が運営を引継ぎ、飯野産業株式会社舞鶴造船所として造船業を継続した。その後の経営主体は飯野重工、舞鶴重工業、日立造船、ユニバーサル造船と変遷して現在はジャパン マリンユナイテッド舞鶴事業所である。

## 沿革

### 戦前
- 1889年（明治22年）舞鶴に軍港設置を決定する。
- 1901年（明治34年）舞鶴鎮守府開設、前後して「舞鶴造船廠」を設立する。
- 1903年（明治36年）「舞鶴造船廠」を「舞鶴海軍工廠」に組織改編する。
- 1904年（明治37年）第一船渠（現2号ドック）が完成する。
- 1914年（大正 3年）第二船渠（現3号ドック）が当時の国内で最大級として完成する。
- 1923年（大正12年）舞鶴鎮守府を要港部に格下げ、「舞鶴工廠」も「舞鶴工作部」となる。
- 1936年（昭和11年）「舞鶴工作部」が「舞鶴海軍工廠」に復帰する。
- 1939年（昭和14年）舞鶴鎮守府を再設置する。
- 1941年（昭和16年）13号クレーンが完成する。設置場所を移動して現在も稼動する。

### 戦後
- 1946年（昭和21年）飯野産業が旧舞鶴海軍工廠運営の移譲を引受け、飯野産業株式会社舞鶴造船所として発足。
- 1953年（昭和28年）飯野重工に社名を変更する。
- 1963年（昭和38年）日立造船の傘下となり、舞鶴重工業に社名を変更する。
- 1971年（昭和46年）日立造船と合併し、日立造船舞鶴工場となる。

- 2002年（平成14年）10月1日 日立造船・日本鋼管の船舶部門がユニバーサル造船に営業譲渡され、ユニバーサル造船舞鶴事業所となる。
- 2013年（平成25年）1月1日 ユニバーサル造船がアイ・エイチ・アイ マリンユナイテッド（IHIMU）を吸収合併し、ジャパン マリンユナイテッド舞鶴事業所となる。
- 2020年（令和2年）2月3日 舞鶴事業所における構造改革として、既受注船が完工次第、新造商船の建造を終了し、艦船修理事業に特化する事を発表した[1]。
- 2021年（令和3年）5月26日 - 舞鶴事業所にて、同事業所における最終建造船である「SAKIZAYA VICTORY」を引き渡し。同日をもって、旧日本海軍の舞鶴海軍工廠時代から数えて100年以上の新造船建造に幕を閉じた[2]。

## 工廠長
第一次工廠長
- 橋元正明 少将：1903年11月10日 - 12月28日
- 向山慎吉 少将：1903年12月28日 - 1905年5月11日
- 中溝徳太郎 少将：1905年5月11日 - 1908年5月15日
- 北古賀竹一郎 少将：1908年5月15日 - 8月28日
- 坂本一 少将：1908年8月28日 - 1910年4月9日
- 加藤定吉 少将：1910年4月9日 - 1911年3月11日
- 小泉鑅太郎 少将：1911年3月11日 - 12月1日
- 茶山豊也 少将：1911年12月1日 - 1913年12月1日
- 田中盛秀 少将：1913年12月1日 - 1915年12月13日
- 上村翁輔 少将：1915年12月13日 - 1916年12月1日
- 木村剛 少将：1916年12月1日 - 1918年9月4日
- 南里団一 少将：1918年9月4日 - 1920年12月1日
- 平塚保 機関少将：1920年12月1日 - 1921年9月1日
- 岡崎貞伍 機関少将：1921年12月1日 - 1922年12月1日
- 正木義太 少将：1922年12月1日 - 1923年4月1日

工作部長
- 岸本信太 機関大佐：1924年6月21日 - 1925年12月1日
- 黒田琢磨 少将：1925年12月1日 - 1927年12月1日
- 松下薫 少将：1928年12月10日 - 1929年11月30日
- 和田信房 少将：1929年11月30日 - 1932年11月15日

第二次工廠長
- 松木益吉 少将：1937年12月1日 - 1939年9月20日
- 二階堂行健 少将：1939年9月20日 - 1940年11月15日
- 石井常次郎 中将：1940年11月15日 - 1941年10月15日
- 小沢仙吉 少将：1941年10月15日 - 1944年3月10日
- 森住松雄 少将：1944年3月10日 - 1945年5月1日
- 小林義治 中将：1945年5月1日 - 1945年11月1日

## 戦前に建造された艦艇
- 一等駆逐艦
  - 海風型：海風（初代）
  - 磯風型：時津風（初代、川崎造船所で建造されたが座礁したため舞鶴で代艦建造）
  - 江風型：谷風（初代）
  - 峯風型：峯風、沖風、島風（初代）、灘風、汐風、太刀風、帆風、野風、沼風、波風
  - 神風型：春風（2代目）、松風（2代目）、旗風
  - 睦月型：如月（2代目）、菊月（2代目）
  - 吹雪型：吹雪（2代目）、初雪（2代目）、敷波（2代目）、夕霧（2代目）、漣（2代目）、響（2代目）
  - 初春型：夕暮（2代目）
  - 白露型：春雨（2代目）、海風（2代目）
  - 朝潮型：大潮、霰（2代目）
  - 陽炎型：陽炎（2代目）、親潮、天津風（2代目）、野分（2代目）、嵐
  - 夕雲型：夕雲、巻波、早波、浜波、沖波、早霜
  - 島風（2代目）
  - 秋月型：秋月、初月、冬月、花月
  - 松型、橘型：松（2代目）、桃（2代目）、槇（2代目）、榧（2代目）、椿（2代目）、楡（2代目）、椎、榎（2代目）、雄竹、初梅
- 水雷艇
- 掃海艇
- 海防艦
- 震洋
- 蛟龍

## 戦後に建造された艦艇
飯野重工
- かり型駆潜艇：きじ、わし
- あやなみ型護衛艦：まきなみ
- いすず型護衛艦：おおい

舞鶴重工業
- やまぐも型護衛艦：あさぐも
- あづま型訓練支援艦：あづま
- みねぐも型護衛艦：むらくも